# گلیز ۵۸۱
 گلیز ۵۸۱، یک کوتوله سرخ است که تقریباً ۲۰٫۳ سال نوری از زمین فاصله دارد و جرم آن حدوداً یک سوم جرم خورشید است. گلیز ۵۸۱ هشتاد و هفتمین (۸۷ مین) سامانه ستاره‌ای است که به خورشید ما نزدیک است.

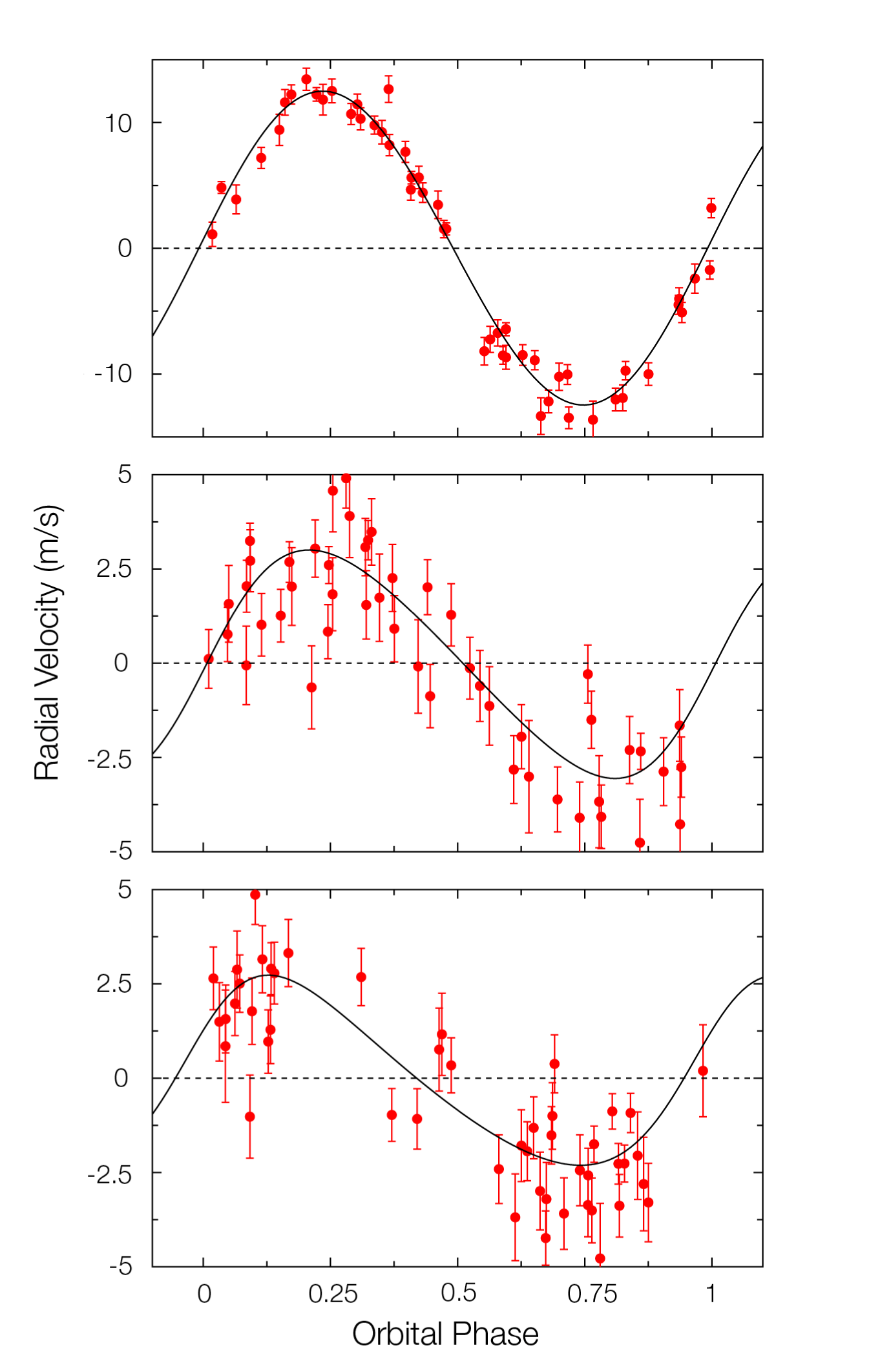
نمودار اندازه‌گیری‌ سرعت شعاعی «گلیز ۵۸۱»، که حضور ۳سیاره را در اطراف این ستاره نشان می‌دهد.